# Alfred Freyberg

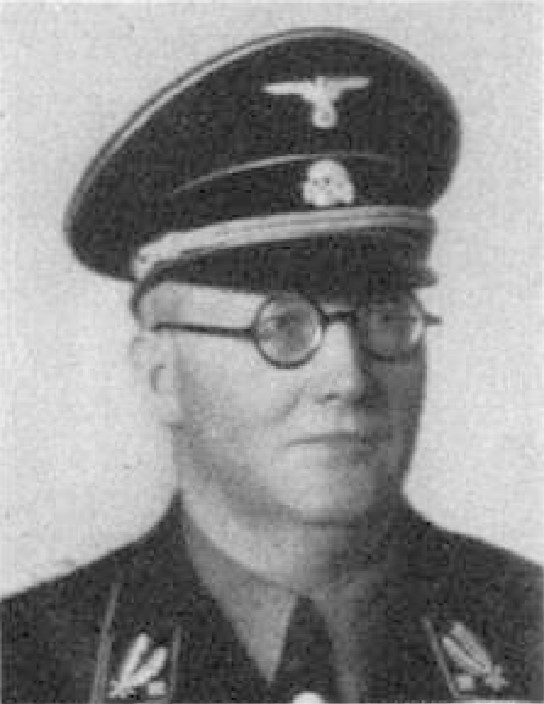
Alfred Freyberg (um 1938)

Bruno Erich Alfred Freyberg (* 12. Juli 1892 in Harsleben; † 18. April 1945 in Leipzig) war ein deutscher Jurist, NSDAP-Politiker und SS-Gruppenführer. Er war von Mai 1932 bis 1940 Ministerpräsident des Freistaats Anhalt und damit der erste nationalsozialistische Regierungschef eines deutschen Bundesstaats. Von August 1939 bis April 1945 war Freyberg Oberbürgermeister von Leipzig.

## Leben
Alfred Freyberg wurde als Sohn des Landwirts Wilhelm Freyberg (1859–1907) geboren. Er besuchte die Volksschule in Harsleben und anschließend ab 1899 das Realgymnasium in Halberstadt. Nach Abschluss der Schulausbildung 1911 studierte er Jura an den Universitäten Genf, Königsberg, München und Halle. Während des Ersten Weltkrieges hatte er sich als Kriegsfreiwilliger gemeldet und wurde im März 1917 zum Leutnant der Reserve befördert. Bei den Kämpfen nahe Verduns (Frankreich) erlitt er im gleichen Jahr schwere Verletzungen und wurde nach seiner Genesung aus der kaiserlichen Armee entlassen. Daraufhin setzte er sein Studium fort und legte 1918 das Referendarexamen in Naumburg ab. Zwischen 1918 und 1922 arbeitete er als Referendar in Wernigerode, Halberstadt sowie Naumburg und bestand 1922 die juristische Staatsprüfung in Berlin.
Ab 1923 arbeitete Alfred Freyberg als Gerichtsassessor in der Reichsfinanzverwaltung, wechselte dann vom Finanzamt nach Halberstadt und weiter zum Finanzgericht nach Magdeburg und Finanzamt nach Quedlinburg. Im August 1924 wurde er zum Regierungsrat ernannt. In Quedlinburg trat er zum 27. Mai 1925 in die NSDAP ein (Mitgliedsnummer 5.880) und gründete hier die NSDAP-Ortsgruppe, die er bis 1927 selbst führte. Als dieser Schritt in der Öffentlichkeit bekannt wurde, erhielt er unter Verlust seiner Pensionsansprüche eine Kündigung vom Finanzamt. Daraufhin meldete er sich 1926 in Quedlinburg als Rechtsanwalt an. Ein Jahr darauf rückte er in der NSDAP in die Position des Bezirksleiters auf. Doch 1929 erreichte er, inzwischen durch seine wachsenden Beziehungen in Naumburg, eine Anstellung als Notar am Oberlandesgericht. Seinen Sitz in Quedlinburg behielt er bei. Hier wurde er dann im November 1929 Stadtverordneter und Fraktionsvorsitzender der NSDAP im Quedlinburger Stadtrat, dem er bis April 1932 angehörte. Nach der Wahl im April 1932 bildete die NSDAP mit der DNVP im Landtag des Freistaates Anhalt eine Koalition und so wurde Freyberg am 21. Mai 1932 zum ersten nationalsozialistischen Ministerpräsidenten in der Weimarer Republik gewählt. In dieser Funktion rief er bereits 1932 auf Schloss Großkühnau bei Dessau den ersten freiwilligen Arbeitsdienst auf staatlicher Grundlage ins Leben.
Von 1933 bis Januar 1940 amtierte Alfred Freyberg in Anhalt als alleiniger Staatsminister. Ebenfalls 1933 war er Mitglied der SS geworden (SS-Nummer 113.650). Ab 1936 war er Abgeordneter im Reichstag. Im gleichen Jahr verfasste er als Anhaltinischer Staatsminister eine Denkschrift zum Aufbau von Schullandheimen und der erforderlichen Jugenderziehung, über die er im Juli 1936 aus Anlass einer Sondertagung zu diesem Thema in Bayreuth referierte. Seit 1938 arbeitete Freyberg auch im SD-Hauptamt mit.  Ab 21. August 1939 war er als Oberbürgermeister der Stadt Leipzig eingesetzt. Neben diesem Amt fungierte er zugleich als Vorsitzender des Verwaltungsrates beim Leipziger Messeamt. Für sein Mitwirken im Sicherheitsdienst der NSDAP wurde er im Juli 1942 zum SS-Gruppenführer befördert. Kurz vor Kriegsende wohnte er privat in der repräsentativen Villa Girbardt im Leipziger Musikviertel, unweit des Neuen Rathauses.
Am 18. April 1945, einen Tag bevor US-Truppen Leipzig einnahmen, starb Alfred Freyberg im Neuen Rathaus zusammen mit seiner Ehefrau und Tochter durch Suizid. Im eigentlichen Amtszimmer Freybergs wurde Kurt Lisso, Stadtkämmerer und Stellvertreter des Oberbürgermeisters, mit seiner Ehefrau und Tochter tot aufgefunden. Diese Szenerie wurde von Lee Miller, Robert Capa und Margaret Bourke-White am 20. April fotografiert und anfangs fälschlicherweise Freyberg zugeordnet. Von Freyberg selbst, der sich in einem Nebenzimmer tötete, existieren keine dementsprechenden Fotos. Sein Vorgänger Walter Dönicke starb am 19. April ebenfalls im Neuen Rathaus durch Suizid.

## Familie
Alfred Freyberg heiratete am 11. Juli 1920 Magdalena Schwanneke (* 16. Februar 1896; † 18. April 1945 in Leipzig), mit der er zwei Kinder hatte, Wilhelm Friedrich (* 23. September 1923 in Quedlinburg; † wahrscheinlich 25. Juli 1944 in Staryj-Bychow (heutiges Belarus)) und Barbara (* 2. September 1925 in Quedlinburg; † 18. April 1945 in Leipzig).

## Publikationen
- Das Schullandheim : Vortrag auf der Sondertagung des Reichssachgebiets für Schullandheime im NSLB am 11. Juli 1936 in Bayreuth, Krohn Verlag Bremen, 1936.
- Schullandheime und Jugenderziehung: Denkschrift des Anhaltinischen Staatsministers Dr. Freyberg an den Herrn Reichs- und Preußischen Minister für Wissenschaft, Erziehung und Volksbildung, Nicolai Verlag Buchholz, 1936.
- Alfred Freyberg : aus Anlass der Wiederkehr des Tages der vor 10 Jahren erfolgten Berufung des jetzigen Oberbürgermeisters zum Ministerpräsidenten des Freistaates Anhalt herausgegeben 1942, Gemeinschaftslehrwerkstätten der Buchgewerblichen Betriebe Leipzig, 1942.
- Soldatengeist von Japan, gemeinsam mit Sakuma Shin (Diplomat), Brockhaus Verlag Leipzig, 1944.

## Ehrungen
- 1939: Ehrenbürger der Stadt Harzgerode[7]